# Венчислав Глинський
Венчислав Глинський (пол. Wieńczysław Gliński; 10 травня 1921, Астрахань, СРСР — 8 липня 2008, Варшава, Польща) — польський актор театру, кіно, радіо і кабаре. Член Асоціації польських сценічних художників (голова варшавської філії), спілки борців за свободу і демократію та Товариства друзів Варшави.

## Біографія
Народився 10 травня 1921 року в Астрахані в родині театрального актора Едварда Шупеляка-Глинського. Дебютував на сцені 1933 року, у ролі Гензеля в інсценізації казки братів Грімм «Гензель і Гретель». Брав участь у «Дзядах» Шиллера у Вільнюсі. 
Під час другої світової війни, ще студентом підпільного PIST, він працював неповний робочий день скляром, гардеробником та приймальником готелю. Прийняв присягу як солдат Армії Крайової. Під псевдонімом «Антек» служив у 6 групі контррозвідки Варшавського округу при Головному штабі Союзу збройної боротьби АК. Під час облави заарештований та ув'язнений у концтаборі в Майданеку, пізніше — у Заксенхаузені.
По закінченню війни спочатку виступав у театрі мініатюр «Сирена» (1945) у Лодзі, потім у варшавських театрах: Польському (1946—1958), куди його привів Арнольд Шифман, Комедії (1958—1960), і знову в Польському (1960—1963, 1966—1983) та Національному (1963—1966, 1983—1990).
У 1955 році він дебютував на екрані в головній ролі у фільмі «Справа пілота Мареша» (режисер Леонард Бучковський). За роль капітана Грабінського у фільмі Леонарда Бучковського «Орел», В. Глинський разом з Броніславом Павліком та Александером Шевруком вони отримали срібну медаль на Московському міжнародному кінофестивалі у 1959 році. У стрічці «Канал» Анджея Вайди він зіграв командира повстанського загону поручика «Скалку». За головну роль у фільмі «Ехо» Станіслава Ружевича 1964 року отримав першу премію за найкращу чоловічу роль на Міжнародному кінофестивалі в Карлових Варах.
З 1945 року співпрацював з театром Польського радіо. Виступав в численних радіопостановках радіо театру,зокрема, у повістях Джозефа Конрада, «Сварливість і непокора» Александера Фредра, «Фердидурке» Вітольда Гомбровича та «Потоп» Генрика Сенкевича. Був викладачем сценічного факультету Театральної академії імені Александра Зельверовича у Варшаві.
У 1959 році, за результатами опитування читачів «Польського кур'єра», отримав звання найпопулярнішого польського кіноактора, в опитуванні «Експрес Вєцорни» — за найпопулярнішого телеактора 1962 року був нагороджений «Золотою маскою» та п'ять разів «Срібною маскою» (1961, 1963, 1964, 1965, 1967).
Був відомий також участю у варшавських кабаре.
У 1981 році він виступив проти бойкоту радіо і телебачення, оголошеного акторами, які протестували проти введення воєнного стану у Польщі.
Помер 8 липня 2008 року. Похорон актора відбувся 15 липня, його поховали на військовому цвинтарі Військові Повонзки у Варшаві (секція B35-2-3).